# 요강

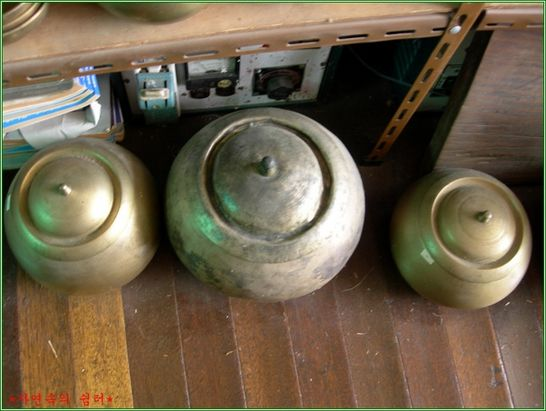
한국의 요강

요강(尿-)은 일반적으로 방에 두고 오줌을 받을 수 있게 만들어 놓은 그릇을 가리킨다. 야호(夜壺), 음기(飮氣), 설기(褻器), 수병(溲甁)이라고도 부른다. 특히 궁중에서는 지라고 불렀으며 그 밖의 방언으로 오강이 있다. 한국뿐 아니라 북아메리카, 영국, 프랑스, 필리핀 등 다른 나라에서도 이러한 용기가 사용되었다.
한국 전통 한옥은 뒷간이 밖에 있어, 늦은 시간에 이곳을 들르는 것이 쉽지 않았다. 이에 따라 방마다 이같은 형태의 용기를 사용했다. 현대에는 거의 쓰이지 않으나 시골 장터에서는 여전히 판매되고 있다.

## 같이 보기
- 공중화장실
- 화장실